# Pfarrkirche Kleinreifling

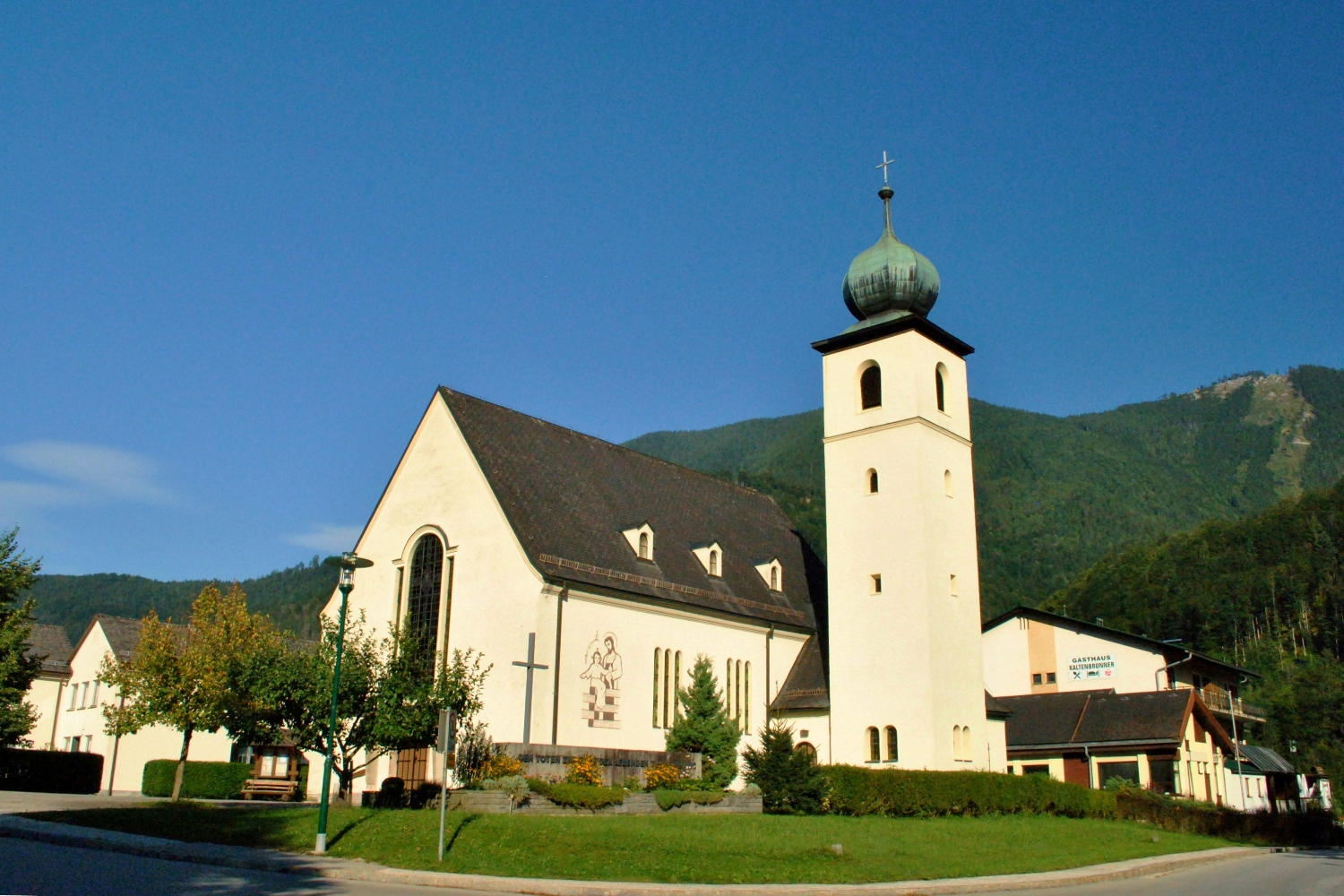
Pfarrkirche Kleinreifling

Die römisch-katholische Pfarrkirche Kleinreifling mit dem Patrozinium hl. Josef steht im Ort Kleinreifling  der Gemeinde Weyer in Oberösterreich. Seit dem 1. Jänner 2023 gehört Kleinreifling als eine von 9 Pfarrteilgemeinden zur Pfarre Ennstal der Diözese Linz. Die Kirche steht unter Denkmalschutz.

## Geschichte
Bereits 1909 wurde in Kleinreifling ein Kirchenbauverein gegründet und eine bescheidene Holzbaracke, die 1919 etwas vergrößert wurde, errichtet. 
Die Kirche wurde 1953 bis 1955 nach Plänen von Johann Forstenlechner erbaut und am 14. August 1955 geweiht. Pfarrheim und Pfarrhof wurden erst 1964/65 – ebenfalls von Forstenlechner – erbaut.
Die Bleiglasfenster mit Symbolen der Sakramente wurden von Lydia Roppolt gestaltet und von der Glasmalerei Schlierbach hergestellt.
Bis zum 31. Dezember 2022 bildete Kleinreifling zusammen mit den Pfarren Großraming, Gaflenz, Maria Neustift und Weyer den Seelsorgeverband Weyer im Dekanat Weyer.